# Louis Albert Guislain Bacler d'Albe
Pour les articles homonymes, voir Bacler d'Albe.

Écartelé : aux 1er et 4e, d'azur au chevron d'argent, accompagné de trois trèfles du même ; au 2e, des barons militaires ; au 3e, de sable au globe terrestre d'or sommé d'un compas ouvert d'or, les pointes basses d'argent.

Le général Louis-Albert-Guislain Bacler d’Albe, né le 21 octobre 1761 à Saint-Pol-sur-Ternoise, mort à Sèvres le 12 septembre 1824, est un général, cartographe et peintre français de la Révolution et de l’Empire.
Il joue un rôle historique dans deux domaines : la cartographie et la peinture de bataille. Par ailleurs, à partir de 1804, il est responsable de la documentation cartographique au service de l'empereur.
Bacler d'Albe est l'un des plus anciens compagnons de Napoléon Ier : artilleur comme lui au siège de Toulon en 1793, il fait encore partie des quelques noms cités dans le testament de Napoléon, rédigé à Sainte-Hélène en 1821, pour l'éducation de son fils. En tant que chef de son cabinet topographique personnel de 1804 à 1814, il fournit à Napoléon toutes les cartes disponibles nécessaires aux prises de décision stratégiques pendant les campagnes (il est à sa disposition de jour comme de nuit).
Géographe, il est considéré comme l'un des meilleurs cartographes de son temps, il a perfectionné la représentation du relief par jeux d'ombres, dirigé le Dépôt de la Guerre (ancêtre de l'actuel Institut national de l'information géographique et forestière) et réalisé les premières cartes homogènes d'Italie puis d'Europe (exemplaire unique appelée « carte de l'empereur », perdue pendant la retraite de Russie à part la feuille de Bavière).
Artiste, il est considéré comme un rénovateur du genre des peintures de bataille (en apportant à la fois vue d'ensemble topographique et sens du détail humain) et un bon graveur (vues de Savoie et vues prises à travers l'Europe pendant les campagnes de l'Empire).
Son fils Joseph, participe à la guerre d'indépendance du Chili, en formant les premières générations d’ingénieurs militaires et en dressant les plans des batailles.

## Biographie
Louis Albert Guislain Bacler d'Albe est né en Artois en 1761. Son père est un ancien trésorier du régiment de Toul. Il faut noter que de nombreuses erreurs existent dans les biographies à cause des déclarations de Louis Bacler aux autorités militaires (cf. "Vérités sur les origines et la jeunesse de Louis-Albert BACLER, cartographe de Bonaparte",  (ISBN 979-8488495579), 2021, L. Benosa).
Il part vers le Sud à 24 ans, avec sa jeune amie (qu'il n'épousera qu'en 1808), et devient un peintre à succès dans la région du Mont-Blanc entre 1785 et 1793. Il vit à Sallanches (Haute-Savoie), où naissent deux fils Joseph Albert le 22 juillet 1789 et  Marie Louis François le 12 janvier 1792, avant  François Auguste Laurent (02/07/1795 ) à Nice, puis Alexandrine Julie Joséphine (24/12/1799) et enfin Louis Marc à Issy (28/10/1805).
Engagé volontaire pour défendre la République en 1793, il participe au siège de Lyon et au siège de Toulon et est élu capitaine d'artillerie par ses camarades de régiment sans avoir suivi de formation militaire.
Il est ensuite affecté à l’armée d'Italie (1794-1797). Il y devient officier géographe et cartographe officiel de l’armée d'Italie en raison de ses talents artistiques. Il participe à la première campagne d’Italie sous les ordres de Napoléon Bonaparte. Bonaparte le choisit comme dessinateur et peintre afin de populariser ses victoires auprès des Français. Bacler d'Albe réalise à cette occasion à Milan en l’An V l’un des premiers portraits de Napoléon Bonaparte, s'inspirant du travail d'Antoine Gros. Nommé par Bonaparte chef du Dépôt de la Guerre de la République cisalpine, il cartographie l'Italie entre 1797 et 1799, alors que Bonaparte est revenu en France.
Il entre de nouveau au service personnel de Bonaparte à partir 1799. À partir de cette date jusqu'à la chute de l’Empire, sa vie est entièrement dévouée au service de celui-ci. Chef des ingénieurs du Dépôt de la Guerre à Paris dans les années 1799-1804, il participe à la normalisation de la cartographie française (commissions de 1802-1803). Il poursuit dans le même temps son œuvre d'artiste. Chef du bureau topographique de l'Empereur de 1804 à mars 1814, il le suit partout en temps de paix comme en campagnes et est son plus proche collaborateur sur le plan de la stratégie. Il réalise la Carte de l'Empereur, première carte homogène de l'Europe (au 1:100.000).
Directeur du Dépôt de la Guerre en 1814-1815, il sauve du pillage des occupants, les cuivres de la carte de Cassini, seule carte de France existant à l'époque. Privé de son emploi par la chute définitive du Premier Empire et surveillé par la monarchie, il se retire dans sa maison de Sèvres, où il vit comme artiste lithographe. Il réalise des centaines de gravures à partir des dessins réalisés tout au long de ses campagnes à travers l'Europe. Il meurt à Sèvres en 1824.

## Le collaborateur stratégique de l'empereur
Bacler d'Albe aura une place privilégiée parmi les collaborateurs de Napoléon. Il se distingue en particulier par sa longévité, sa proximité et le caractère essentiel de son rôle.
Bacler d'Albe a une longévité exceptionnelle auprès de Napoléon : présent comme lui au siège de Toulon en 1793, il travaille directement sous ses ordres de 1804 à mars 1814. Il est du petit cercle d'intime de son "cabinet intérieur". À la veille de sa mort, Napoléon se souvient de lui et cite plusieurs fois ses œuvres cartographiques dans son testament pour l'éducation de son fils, le Roi de Rome,.
Bacler d'Albe est le cartographe personnel de Napoléon de 1804 à 1814. Il synthétise toutes les informations géographiques et militaires sur la carte qu'il tient à jour pour l'Empereur, en temps de paix comme en temps de guerre, ce qui en fait le plus proche collaborateur de Napoléon.
Concrètement,
- il est le seul à préparer les décisions stratégiques de Napoléon, travaillant sous sa tente, les veilles de batailles, pour répondre à ses questions cartographiques. Néanmoins, l'absence de formation militaire de Louis Bacler ne lui permet pas de conseiller Napoléon en matière de stratégie.
- il rend concret devant ses yeux le terrain de campagne. L'historien Frédéric Masson écrit : "Doué d'une facilité prestigieuse, d'Albe était capable de figurer uniquement d'après la carte et sans se tromper d'une ligne le panorama des lieux où l'Empereur comptait livrer bataille. Sur ces hachures, ces courbes, ces points noirs ou blancs, il voyait et faisait voir, existant et tel que dans la nature, non pas le terrain abstrait, mais en quelques sorte le terrain concret des campagnes futures" [4],
- il planifie les marches, calcule les tirs[5].

Pour sa part, l'État-Major commandé par le maréchal Berthier transmet et précise les ordres de Napoléon, mais sans prendre part aux décisions. Selon le colonel Vachée, "Aucun autre officier, y compris Berthier, ne nous semble avoir été associé d'une façon si intime au travail de pensée de Napoléon. À ce titre, Bacler d'Albe a tenu dans l'État-Major impérial une situation unique : seul, il a rempli auprès de Napoléon celles des fonctions d'État-Major qu'on doit considérer comme les plus élevées et qui consistent à préparer la décision du Chef... ". Par conséquent, l'historien militaire Ronald Pawly considère que "Pendant les campagnes, Bacler d'Albe était la seconde personne la plus importante du Quartier-général impérial".
Le bureau de Bacler d'Albe est donc considéré par les historiens comme "le laboratoire où germaient les idées de Napoléon" (pour le général Bonnal), "le point de départ de toute préparation initiale des campagnes" (pour Ronald Pawly), "Le centre nerveux le plus secret du Sanctuaire du génie " (pour la Napoleonic Society). Bacler d'Albe est pour Napoléon "indispensable"  et d'une "valeur inestimable" .
Par ailleurs, on loue son « indépendance d'esprit, qualité rare autour de Napoléon »  et le fait qu'il soit l'un des membres les plus intelligents et érudits de l'entourage de Napoléon.
Bacler d'Albe est donc naturellement, matériellement,un proche collaborateur de Napoléon : aux Tuileries son cabinet de travail donne sur la chambre de l'Empereur. En campagne, sa tente est voisine de la sienne, son cabinet de travail se trouve sous la tente même de l'Empereur , ; il est le plus souvent appelé de jour comme de nuit, car considéré comme "indispensable" . Le baron Fain, secrétaire de Napoléon, décrit ainsi le travail des deux hommes : "Souvent la grande dimension des cartes forçait l'Empereur à s'étendre de tout son long sur la table et d'Albe d'y monter aussitôt pour rester maître de son terrain ; je les ai vu plus d'une fois tous deux sur cette grande table et s'interrompant par une brusque exclamation, au plus fort de leur travail, quand la tête de l'un venait heurter trop rudement la tête de l'autre." .
Ce travail sans fin pour un maître exigeant lui vaut des honneurs, puisqu’il est promu colonel en 1807, puis général de brigade en 1813. Il est fait baron d'Empire en 1808.

## Le cartographe
Bacler d'Albe est une figure marquante de la cartographie française de son temps. Le conservateur de la bibliothèque du Commandement de la doctrine et de l'enseignement militaire supérieur de l'armée de terre écrit en 2001 qu'en termes de cartographie, "L'époque impériale est dominée par la personnalité de Bacler d'Albe" .
Son biographe Marc Troude résume ainsi ses années de travail : "Bacler d'Albe, travailleur infatigable, n'a cessé, depuis 1793 jusqu'en 1815, de se consacrer à la topographie, de donner satisfaction aux ordres de l'Empereur, il a veillé de façon assidue à l'étude du terrain, à l'organisation du service, à la gravure des cartes, à l'instruction du personnel, au perfectionnement de la technique. À l'occasion de chaque campagne, il préparait la documentation nécessaire et ordonnait des reconnaissances quand elles étaient possibles".

### Ses principales œuvres topographiques
Sa première grande œuvre est la réalisation de la première carte complète de toute l'Italie (1797-1802) au 1:256 000 (en 52 ou 56 feuilles) appelée Carte du théâtre des campagnes de Bonaparte en Italie. En 1797, Bacler d'Albe est nommé par Bonaparte directeur du Dépôt de la Guerre de la République cisalpine afin de réaliser cette carte.
Son autre grande œuvre est la première carte homogène de l'Europe (au 1:100 000), dite "carte de l'Empereur" (1809-1812), dont il est le maître d'œuvre. Il intègre dans cet ambitieux projet des cartes qu'il a réalisé antérieurement. Cette carte, réalisée en un seul exemplaire pour accompagner Napoléon dans sa conquête de l'Europe, est en partie détruite pendant la retraite de Russie.

### Son apport à la science topographique
Chef des ingénieurs géographes du Dépôt de la Guerre en 1799-1804, Bacler d'Albe participe à la normalisation de la cartographie française. En particulier, il obtient en 1802 l'abandon de l'ancienne représentation du relief en semi-perspective et l'adoption du "procédé des plus grandes pentes". Il perfectionne la technique de la plus grande pente avec la méthode des ombres, apport d'un artiste à la science cartographique. Bacler d'Albe est également le promoteur et le président de la commission (ou de sous-commissions) qui uniformisent les signes et conventions en usage dans les cartes françaises, ainsi que les procédés de gravure et d'impression des cartes. Les commissions de 1802-1803 établissent les normes (système métrique, altitudes par rapport au niveau de la mer, échelle des cartes, établissement du cadastre, lancement de la réalisation d'une nouvelle carte de France) encore en usage de nos jours. Il travaille entre autres avec le graveur François Aubertin.
Chargé de la formation des ingénieurs-géographes du Dépôt de la Guerre, Bacler d'Albe participe au mouvement de professionnalisation du métier qui intervient à cette époque.
Enfin, directeur du Dépôt de la Guerre en 1814-1815, Bacler d'Albe sauve à deux reprises les cuivres de la fameuse carte de Cassini, seule carte de France de l'époque, du pillage des armées "Alliées". Le Dépôt de la Guerre, rebaptisé Service géographique de l'armée (SGA), est devenu en 1940 l'Institut géographique national (IGN).

## L'artiste
Malgré son travail harassant qui fait de lui un des meilleurs cartographes de son époque, Bacler d’Albe est selon le Dictionnaire Bouillet aussi un excellent peintre de batailles et de paysages et un graveur prolifique dont la qualité des œuvres le place au même rang que ses contemporains plus connus comme Antoine-Jean Gros.
Un biographe résume : "L'œuvre artistique de Bacler d'Albe est considérable. Le nombre de ses tableaux s'élève à plus de 500 et comprend des toiles, des aquarelles, des gouaches, des gravures et des lithographies.". L'œuvre artistique de Bacler d'Albe peut se diviser en trois grandes parties : les vues des Alpes ; la peinture au service de Bonaparte ; et la réalisation de gravures à partir surtout des souvenirs de ses campagnes à travers l'Europe.

### Jeune dessinateur à succès dans les Alpes (1785-1793)

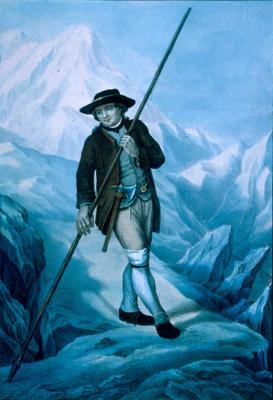
Jacques Balmat à l'ascension du mont Blanc en 1786.

Installé dans les Alpes en 1785-1793, Bacler d'Albe dessine de nombreux paysages de la région du Mont-Blanc à l'époque où un public préromantique commence à s'intéresser à la beauté et au pittoresque des montagnes. Un spécialiste estime que "Entre 1785 et 1800, l'artiste qui se vendait le plus, en Savoie et en Suisse, était Bacler d'Albe, sans cesse en excursion dans le pays pour prendre de nouvelles vues, sans cesse visité par les voyageurs illustres." .
Parmi les principales œuvres de cette période, son biographe Despax cite notamment :
- en 1788, il a déjà publié 48 planches enluminées du Haut-Faucigny et du Mont-Blanc (la région de Sallanches). La revue sarde Bibliotheca Oltramontana popularise son œuvre auprès du grand public.
- des tableaux, dont certains étaient exposés (en 1954) à la mairie de Sallanches.
- quelques portraits, dont ceux - célèbres - des deux premiers hommes à avoir vaincu le Mont-Blanc en 1786, Paccard et Balmat[35].
- des carnets de croquis qui seront utilisés beaucoup plus tard pour les lithographies des Souvenirs pittoresques (en 1818).

### Un rénovateur de la peinture militaire (1797-1809)
À partir de 1796-1797, Bacler d'Albe est embauché par Bonaparte pour réaliser des tableaux de sa campagne d'Italie. Bacler d'Albe peint notamment de grandes toiles (batailles d'Arcole, Rivoli, Lodi, passages du Pô dont celui à Plaisance) et, plus tard, la veillée d'Austerlitz (1805) et le bombardement de Vienne de 1809. Plusieurs de ces tableaux sont exposés à Versailles.
Des historiens citent en particulier deux tableaux, la bataille d'Arcole et la veille d'Austerlitz auxquelles il avait assisté. Le premier de ces tableaux se voyait à Trianon et le second dans la galerie de Diane aux Tuileries à Paris.
Cette œuvre présente un double intérêt à la fois pour l'histoire de l'art (le renouvellement du genre de la peinture militaire) et pour l'histoire politique (elle est l'un des éléments de la formation du mythe de Bonaparte dans l'esprit des Français).
Sur le plan artistique, les tableaux militaires de Bacler d'Albe constituent une œuvre novatrice appelée à faire école. Ses toiles de la campagne d'Italie introduisent notamment la précision topographique dans la peinture militaire. Un historien d'art juge ainsi que "La peinture militaire de ce temps a modifié la manière traditionnelle dans le sens de l'exactitude topographique et de la fidélité narrative" et cite Carle Vernet, Thévenin, Bacler d'Albe, Lejeune,. Bacler d'Albe, à la fois artiste et topographe, est particulièrement bien placé pour réaliser cette synthèse.
En même temps, Bacler d'Albe ne néglige pour autant la représentation de l'humain. Un historien spécialisé écrit : "Le dessinateur, fort des connaissances militaires de l'officier, place l'homme au premier plan de ses œuvres. C'est l'apport original de Bacler qui décrit toujours les actions des combattants alors que les autres artistes peignent les paysages dans lesquels se sont passés les événements. De là l'atmosphère unique qui émane de ses gouaches. Enfant des Lumières, Bacler est un humaniste pour lequel l'homme au centre de la Création est la mesure de toutes choses".
Ces nouveautés renouvelleront ce genre artistique et seront un peu un "prototype" copié par les plus grands, y compris Giuseppe Pietro Bagetti, Lejeune ou Carle Vernet, Antoine-Jean Gros.
Au-delà de ses qualités artistiques, l'œuvre de Bacler d'Albe (comme celle d'un Bagetti par exemple) jouera un grand rôle historique : elle concourt, à la demande de Bonaparte, à créer le mythe du général Bonaparte dans l'esprit des Français, préparant ainsi l'accession au pouvoir de son chef. Bacler d'Albe réalise ainsi en 1797 le premier portrait de Bonaparte (probablement avant celui réalisé par Gros).
Notons qu'à l'époque impériale, Bacler d'Albe réalise également quelques tableaux mythologiques qui semblent avoir disparu :
- Paris expirant sur le mont Ida (exposé au Salon de 1806) ;
- Œdipe errant dans la Grèce (au Salon de 1819) ;
- La récréation des bergers (au Salon de 1819) ;
- Pâris chez Œnone (ornait la galerie du château de Malmaison).

### Une œuvre abondante après 1815
Après la chute définitive de l'Empire en 1815, ruiné et privé de tout emploi public, Bacler d'Albe réalise des centaines de gravures à partir des dessins ramenés des campagnes menées à travers l'Europe de 1793 à 1814 (Italie, Allemagne, Europe centrale, Espagne, Paris et la région parisienne). Il est l'un de ceux qui lancent la mode de la lithographie (gravure sur pierre, en couleur). Son biographe écrit : "À cette époque, la lithographie, sous l'influence de deux imprimeurs, Engelmann, en 1815 et de Lasteyrie en 1816, commençait à acquérir une grande vogue parmi le public. Bacler d'Albe en fût l'animateur : il créa à Sèvres un groupement artistique pour la propagande de ce nouveau procédé de reproduction artistique, les peintres de Sèvres.".
Celui qui fut, selon certains, le deuxième personnage le plus important du quartier-général impérial, travaille également anonymement comme peintre d'assiettes, tasses, soucoupes et autres vases à la manufacture de porcelaine de Sèvres, voisine de sa maison.
Il publie pendant cette période :
- Souvenirs pittoresques des Alpes et du Valais de Savoie et d'Italie (1818) (100 planches).
- Souvenirs pittoresques de la campagne d'Espagne (1824) (17 fois 6 planches).
- Une Macédoine lithographique, suite des souvenirs pittoresques d'Europe, montrant notamment le Danube, Venise, la Pologne, la Russie, l'Allemagne (trois livraisons de 6 feuilles) (vers 1823-1824, par le général et son fils) [47].
- Promenades pittoresques et lithographiques dans Paris et ses environs (à partir de 1822) (48 planches agrémentées de petits textes).
- en 1820, deux grandes pièces (des lithographies ?) : Les Enfants de Paris (en mémoire du capitaine Gueyard et de ses hommes à Witepsk) et A moi conscrits ! (souvenir de la redoute de Pastrengo devant Vérone) (exposés au Salon de 1819).
- des lithographies dans diverses revues en particulier dans les fascicules collectifs des Caprices des peintres de Sèvres de 1820 à 1823.

Il est le père de l'artiste Louis Marc Bacler d'Albe.

## Galerie de photos

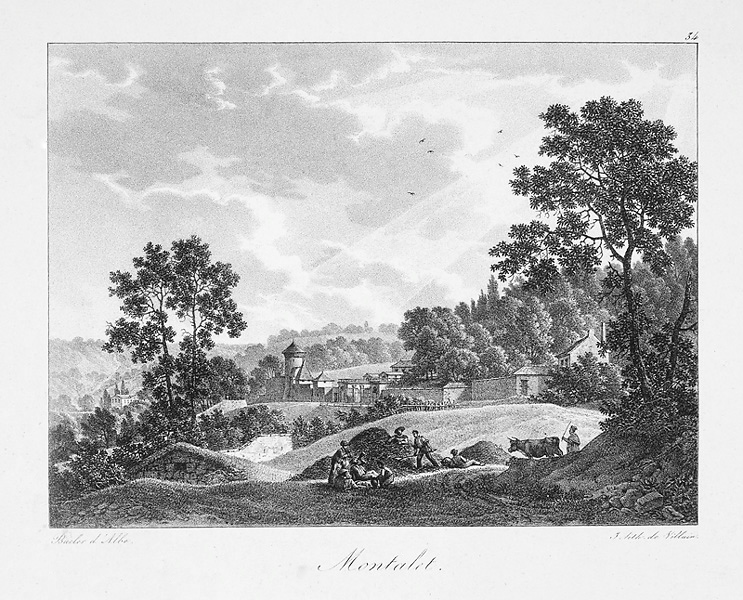
Les Montalais (parfois Montalets) de Meudon
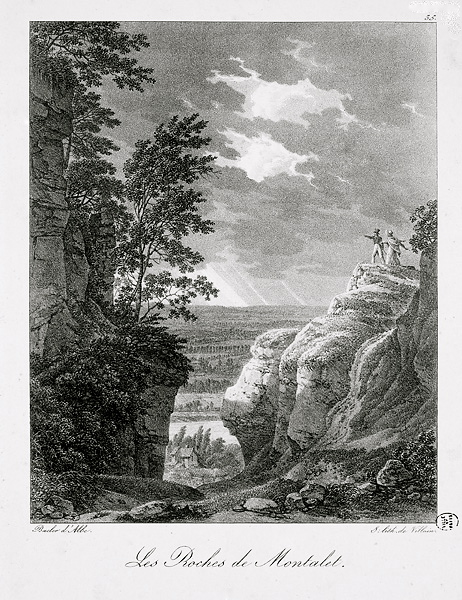
Les roches de Montalets de Meudon

### Vues de Savoie (avant 1793)
- « Vues du Mont-Blanc »(Archive.org • Wikiwix • Archive.is • Google • Que faire ?) (consulté le 24 août 2014)
- Le cor des Alpes

(à compléter)

### Vues de la campagne d'Italie (1796-1797)
- Portrait de Napoléon Bonaparte (1796-1797) (Musée national de Malmaison)
- Bataille du Pont de Lodi (tableau)
- Passage du Pô à Plaisance (tableau)
- Bataille de Rivoli (lavis, musée du Louvre)
- Bataille de Rivoli (tableau, château de Versailles)
- Bataille d'Arcole (tableau, château de Versailles)
- Passage du Pô, 7 mai 1796 (tableau, château de Versailles)

### Vues des campagnes de l'Empire
- Napoléon visitant les bivouacs à la veille d'Austerlitz (tableau, château de Versailles)
- Bombardement de Vienne en 1809 (tableau, château de Versailles)
- « Vue en Pologne »(Archive.org • Wikiwix • Archive.is • Google • Que faire ?) (consulté le 24 août 2014)
- Vue en Espagne, Lithographies reprises dans C. Derozier, La campagne d'Espagne, Paris, les Belles Lettres, 1970

## Décorations
- Officier de la Légion d'honneur (1813)[48]

## Armoiries
| Figure | Blasonnement |
|        | Armes du baron Bacler d'Albe et de l'Empire (décret du 19 mars 1808, lettres patentes du 31 décembre 1809 (Paris)) Écartelé au premier et quatrième d'azur au chevron d'argent, accompagné de trois trèfles du même ; au deuxième des barons tirés de l'armée ; au troisième de sable au globe terrestre d'or, sommé d'un compas ouvert, les pointes basses d'argent., Livrées : bleu, jaune, noir, blanc. |

#### Biographies de Bacler d'Albe
- Marcelle Despax, Le général Bacler d'Albe et son fils, Ed. Jean-Lacoste, Mont-de-Marsans, 1954.
- Marc Troude, Le baron Bacler d'Albe, maréchal de camp, Imp. Pierre Dubois, Saint-Pol-sur-Ternoise, 1954.
- Edmond Edmont, Le général Bacler d'Albe, in Galerie Ternésienne, p. 16, Ed. Jean Dubois, 1910 (cité par Troude).
- Alfred Lartigue, Bacler d'Albe (1761-1824), in Bulletin de la Société des Amis de Meudon-Bellevue, n°4, septembre 1937, page 83 (cité par Troude).
- Laurent Benosa,Vérités sur les origines et la jeunesse de Louis-Albert BACLER, cartographe de Bonaparte,  (ISBN 979-8488495579), 2021 (Labellisé par la Fondation Napoléon)

#### Bacler d'Albe dans le témoignages de contemporains
- Général Bertrand, Journal du Général Bertrand : Cahiers de Sainte-Hélène, janvier-mai 1821, p. 262 et 268 (cité par Troude : Bertrand cite des dernières volontés de Napoléon mentionnant d'Albe).
- Marquis de Castellane (1768-1837) (cité par Troude).
- Chevalier de Courcelles, Dictionnaire historique et biographique des généraux français, T1 p. 168 ou 268, Paris, 1820 (cité par Troude).
- Alexis Donnet, Séance de commission centrale de la Société de géographie du 1er octobre 1824, in Bulletin de la Société de géographie, T.II, n°18, p. 200-203 (cité par Troude).
- Baron Fain (1778-1837) (secrétaire de Napoléon), Souvenirs, Manuscrits de l'An III, de 1812, 1813, 1814 (cité par Troude et Despax). Et Mémoires, rééditées notamment par Arléa, 272 pages, 2001,  (ISBN 2-86959-532-8).
- Baron Méneval (secrétaire de Napoléon) (cité par Troude).
- Baron d'Odeleben (1777-1833, aide de camp de Napoléon en 1813), probablement dans La Campagne des Français en Saxe en 1813 (cité par Troude et Despax).
- et aussi : Mémoires de Louis Antoine Fauvelet de Bourrienne(secrétaire de Napoléon) et de Constant (valet de Napoléon).

#### Le rôle stratégique de Bacler d'Albe
- Général Bonnal, article sur Le Quartier-général impérial, 1918 (cité par Despax).
- Frédéric Masson, Napoléon chez lui. La journée de l'Empereur aux Tuileries, page 154  (cité par Troude et Despax).
- Colonel Jean-Baptiste Vachée, Napoléon en campagne, Annexe I page 211, Paris-Nancy, Berger-Levrault, 1913 (cité par Troude et Despax). Réédité en 2003 aux Ed. Bernard Giovanangeli,  (ISBN 2-909034-34-8).
- Napoleonic Society (Londres), Napoleon Command System, sur  (consulté en 12/2002).
- Sheperd Paine (officier américain et directeur de la Napoleonic Alliance), A day in the life of Napoleon, continued, The Imperial Study, 1998-1999 sur [www.napoleonic-alliance.com/articles/dayinlife2.htm] (consulté vers 2002).
- Ronald Pawly (historien militaire né en 1956 à Anvers), Napoleon's imperial headquarters, volume 1, Osprey Publishing, 2004,  (ISBN 1-84176-793-X), sur  (consulté vers 2002).
- Ben Weider (président de la Société napoléonienne internationale), "Au travail avec l'empereur", sur  (consulté vers 2002).

#### Bacler d'Albe géographe
- Colonel Henri Berthaut, Les ingénieurs-géographes militaires, 1624-1831 : Étude historique, 2 volumes, SGA, Paris, 1898-1902 (cité par Troude, Despax, des sites Internet) (ouvrage de référence).
- Patrice Bret, Le dépôt général de la guerre et la formation scientifique des ingénieurs géographes militaires en France (1789-1830),  1989. Sur .
- M. de Leffe (conservateur de la bibliothèque Commandement de la Doctrine et de l'enseignement militaire supérieur de l'Armée de Terre (CDES devenu CDEF en 2004)), La cartographie militaire, in la revue Objectif Doctrine n°21, 01/2001 et sur « http://www.cdes.terre.defense.gouv.fr/sitefr/ObjDoc/Numeros/jan_2001/art06.pdf »(Archive.org • Wikiwix • Archive.is • Google • Que faire ?) (consulté le 24 août 2014).
- Queens University (Kingston, Ontario, Canada), étude sur la cartographie napoléonienne en Italie, sur « http://geo.queensu.ca/napoleonatlas/ »(Archive.org • Wikiwix • Archive.is • Google • Que faire ?) (consulté le 24 août 2014).
- Le service géographique de l'Armée. Son histoire. Son organisation. Ses travaux, Imp. du ministère de la Guerre, 1938  (cité par Troude).

#### Bacler d'Albe artiste
- Marie-Nicolas Bouillet  et Alexis Chassang (dir.), « Louis Albert Guislain Bacler d'Albe » dans Dictionnaire universel d’histoire et de géographie, 1878 (lire sur Wikisource)
- « Louis Albert Guislain Bacler d'Albe », dans Charles Mullié, Biographie des célébrités militaires des armées de terre et de mer de 1789 à 1850, 1852 [détail de l’édition]
- Le dictionnaire Bénézit, éditions Gründ.
- Isabelle Bruller (conservatrice au SHAT) et lieutenant-colonel Christian Benoît (chef de division au SHAT), L'art pendant la campagne d'Italie : La Liberté en Italie vue par les artistes du Dépôt de la guerre, 1996, sur .
- François Benoît, L'Art français sous la Révolution et l'Empire, page 408, 1897 (cité par Troude).
- John Grand Carteret, La montagne à travers les âges, pp 450, 452, 519 ; 1903 (cité par Troude).
- G. Chapier, "Le Général Bacler d'Albe et la Savoie", in La Revue Savoisienne (Académie florimontane d'Annecy), 3e et 4e trimestre 1955.